# Nick Ingels
Pour les articles homonymes, voir Ingels.
Nick Ingels (né le 2 septembre 1984 à Eeklo) est un coureur cycliste belge. Ses deux sœurs, Kathy et Veerle, sont également cyclistes professionnelles. 

## Palmarès
- 2002
  - Ster van Zuid-Limburg :
    - Classement général
    - Prologue
- 2004
  - 5e du championnat d'Europe sur route espoirs
  - 10e du championnat du monde sur route espoirs
- 2005
  - Circuit Het Volk espoirs
  -  Médaillé de bronze du championnat d'Europe espoirs sur route
  - 3e du Tour des Flandres espoirs
- 2007
  - 3e du Grand Prix de la ville de Zottegem